# Солтер (Њујорк)
Солтер (енгл. Saltaire) град је у америчкој савезној држави Њујорк.

## Демографија
По попису из 2010. године број становника је 37, што је 6 (-14,0%) становника мање него 2000. године.
| Група             | 2000.      | 2010.       |
| Белци             | 33 (76,7%) | 37 (100,0%) |
| Афроамериканци    | 0 (0,0%)   | 0 (0,0%)    |
| Азијати           | 4 (9,3%)   | 0 (0,0%)    |
| Хиспаноамериканци | 1 (2,3%)   | 0 (0,0%)    |
| Укупно            | 43         | 37          |